# Commanderie de Saint-Martin-des-Champs
 (août 2018).
La commanderie de Saint-Martin-des-Champs, une commanderie hospitalière anciennement commanderie templière, est située à 19 km à l'est de Coulommiers sur la commune de Saint-Martin-des-Champs (lieu-dit Coutran), dans le département de Seine-et-Marne en Île-de-France.

## État
Une description de 1474 indique « une grande et belle maison avec une chapelle dédiée à la Vierge sise un grand verger clos de murs ».
En 1795 sous la Révolution, elle est vendue comme bien national.
En décembre 1981, la maison du prieur ayant brûlé dans un incendie, il ne reste aujourd'hui que ce qui fut la chapelle, dédiée à la Sainte Vierge, incluse dans une ferme moderne qui porte le nom de « la commanderie ».

## La chapelle
Cette chapelle ressemble aux chapelles des commanderies de Chevru et Coulommiers. À quatre travées, elle est construite sur un plan rectangulaire orienté à l'est. Elle possède trois portes et onze fenêtres en arc brisé dont un triplet oriental (tourné vers l'est). Une haute baie en arc brisé est percée au-dessus du portail ouest. 
Sa tourelle d'escalier carrée est située dans l'angle nord-ouest.
Sa voûte est constituée de croisées d'ogives qui reposent sur des chapiteaux dits en cul-de-lampe décorés de feuilles d'eau, de feuilles de chêne et de laurier. Les quatre angles sont occupés par des têtes sculptées : deux têtes d'homme, une tête de bœuf et une tête d'âne ou de cheval.
Avant d'être désacralisée à la Révolution française, elle était dédiée à la fois à Notre-Dame et à saint Martin. Elle sert aujourd'hui de hangar agricole.
Elle a été inscrite au titre des monuments historiques en 2011.